# Cioplea
Cioplea a fost un sat și apoi cartier al Bucureștiului, capitala României. 
În 1657 în zona satului s-a dat o bătălie între principele transilvănean Gheorghe Rákóczi al II-lea și rebelii munteni ce se răsculaseră împotriva domnului Țării Românești Constantin Șerban. Pe la 1813, în urma războiului ruso-turc, coloniști bulgari de confesiune catolică s-au stabilit în zona Bucureștiului, unii din ei construind Biserica romano-catolică din Cioplea și fondând comunitatea de la Cioplea.
La sfârșitul secolului al XIX-lea satul Cioplea făcea parte din comuna Dudești-Cioplea din plasa Dâmbovița a județului Ilfov, având 399 de locuitori. Moșia pe care s-a înființat satul era deținută de către T. Eftimiu. În sat exista un seminar teologic pe lângă Biserica romano-catolică din Cioplea.
În anii 1950 orașul București s-a extins și a înglobat satul, care a devenit cartier. Ulterior, în anii 1970–1980 cartierul a fost demolat, în locul său fiind construite blocuri, iar comunitatea bulgară s-a risipit.